# 下前頭溝
下前頭溝（かぜんとうこう、英: Inferior frontal sulcus）は、中前頭回と下前頭回の間に存在する脳溝を示す用語である。

## 参考画像

下前頭溝の位置を色々な角度から見た動画。赤く塗られている所が下前頭溝
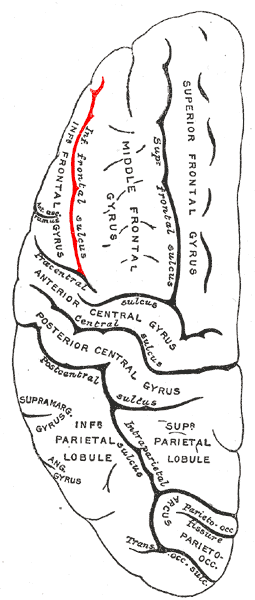
ヒトの左大脳半球の外側面を上から見た図。赤色で示す所が下前頭溝
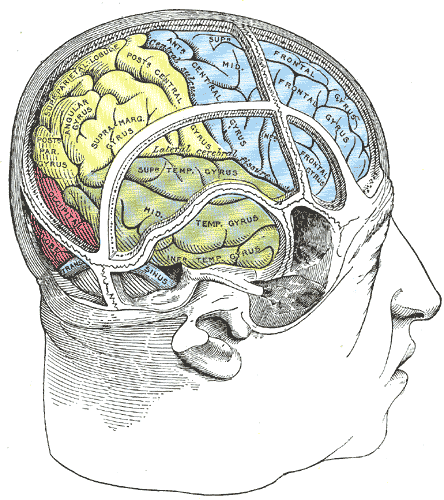
脳と頭蓋骨の関係を示した図。下前頭溝は前頭葉（青色）の下の方。